# Clitoriinae
Clitoriinae, podtribus mahunarki, dio tribusa Abreae, potporodica Papilionoideae. Postoji pet rodova a tipični je klitorija Clitoria sa 63 pantropske, uglavnom iz Amerike, te neke iz Afrike, Australije i Azije

## Rodovi
1. Clitoria L. (63 spp.)
2. Centrosema (DC.) Benth. (42 spp.)
3. Periandra Mart. ex Benth. (7 spp.)
4. Clitoriopsis R. Wilczek (1 sp.)
5. Apios Fabr. (8 spp.)